# Rhodeus nigrodorsalis
Rhodeus nigrodorsalis – вид риб родини ахейлогнатових (Acheilognathidae). Описаний у 2020 році.

## Поширення
Ендемік Китаю. Поширений в річці Ле-Ань в окрузі Вуюань на півночі провінції Цзянсі та в річці Лю в окрузі Цімень на півдні провінції Аньхой. Обидві річки належать до басейну Янцзи.